# Nội vụ phủ
Nội vụ phủ (chữ Hán: 內務府, tiếng Anh: Imperial Household Department), còn gọi là "phủ Nội vụ", là cơ quan coi giữ tài sản, vật dụng cho Hoàng đế và hoàng gia tại nội cung. Cơ chế này tồn tại ở Trung Quốc và Việt Nam.

## Biên chế

### Nhà Thanh
Dưới thời nhà Thanh, Nội vụ phủ được gọi theo tiếng Mãn là Dorgi baita be uheri kadalara yamun (tiếng Mãn: ᡩᠣᡵᡤᡳ 
ᠪᠠᡳᡨᠠ 
ᠪᡝ 
ᡠᡥᡝᡵᡳ 
ᡴᠠᡩᠠᠯᠠᡵᠠ 
ᠶᠠᠮᡠᠨ), đây là cơ quan chịu trách nhiệm lo toàn bộ việc sinh hoạt và tài chính của gia đình hoàng thất.
Thời Hoàng Thái Cực, Nội vụ phủ đã được định ra. Sau khi nhập quan, thời Thuận Trị, chịu ảnh hưởng chế độ hoạn quan của nhà Minh, từng thay thế Nội vụ phủ bằng Thập tam nha môn (十三衙门). Sau đó, cũng vì nhìn thấy sự lũng đoạn của hoạn quan triều Minh, Thập tam nha môn bị bãi bỏ, và Nội vụ phủ chính thức được xác định là cơ quan chính quản lý nội cung sự vụ.
Thành viên quản lý Nội vụ phủ đều là người Bao y, mà Bao y của Nội vụ phủ hình thành dựa trên tất cả các thành viên Bao y thuộc [Thượng Tam kỳ] gồm Tương Hoàng kỳ, Chính Hoàng kỳ và Chính Bạch kỳ; trong đó có 15 Bao y Tá lĩnh, 18 Kỳ cổ Tá lĩnh, 2 Triều Tiên Tá lĩnh, 1 Hồi Tử Tá lĩnh và 30 Nội Quản lĩnh. Đây là cơ quan quản lý mọi chuyện liên quan đến tài chính và vận hành của cung đình, do đó rất phức tạp và cũng là cơ quan được bổ nhiệm nhân sự nhiều nhất của triều Thanh. Chức vụ Nội vụ phủ Tổng quản thuộc hàng Chính nhị phẩm, có 6 vị Tổng quản đại thần chia nhau quản lý Nội vụ phủ, hơn nữa thường xuyên có Thân vương hoặc Đại học sĩ sẽ giám nhậm Nội vụ phủ đại thần, ví dụ điển hình chính là Hòa Thân.
Nội vụ phủ chia làm Tam viện và Thất ti, trong đó có:
- Tam viện (三院) gồm:

1. Thượng tứ viện (上驷院): chưởng quản ngựa cho Hoàng đế.
2. Võ bị viện (武备院): chưởng quản các món võ bị dùng trong nghi thức triều đình.
3. Phụng thần uyển (奉宸苑): quản lý vườn hoa của các Ly cung và Hành cung trong cả nước.

- Thất ty (七司) gồm:

1. Quảng trữ ty (廣儲司): tương đương bộ Hộ. Ty này quản chế toàn bộ tài sản hoàng thất như đồ cống nạp, đồ quý hiếm cùng thuế từ hiệu cầm đồ, điền trang hoàng gia và thuế mậu dịch. Bên trong còn thiết đặt 6 kho lưu trữ, 7 tác chuyên chế tạo và 2 phòng. Trong đó, Lục khố gồm: Ngân khố (银库); Bì khố (皮库); Từ khố (瓷库); Đoạn khố (缎库); Y khố (衣库); Trà khố (茶库). Còn Thất tác gồm: Ngân tác (银作); Đồng tác (铜作); Nhiễm tác (染作); Y tác (衣作); Tú tác (绣作); Hoa tác (花作); Bì tác (皮作). Ngoài ra, Nhị phòng gồm Mạo phòng (帽房); Châm tuyến phòng (针线房).
2. Đô ngu ty (都虞司): tương đương bộ Binh. Ty này phụ trách tuyển chọn lính vệ, quản lý việc cống nạp châu ngọc trang trí trên xe cùng thủy sản cho triều đình.
3. Chưởng nghi ty (掌儀司): tương đương bộ Lễ. Ty này đảm nhiệm mọi việc về nghi thức trong nội đình như hiến tế, nhạc vũ, kèm theo là định hạng ngạch cho thái giám. Trực thuộc ty này có Kính sự phòng (敬事房), Quả phòng (果房), Thần phòng (神房), Trung hòa nhạc xứ (中和樂處), Tăng lục ti (僧錄司), Đạo lục ti (道錄司).
4. Hội kê ty (會稽司): tương đương bộ Hộ và bộ Lại. Ty này phụ trách mọi việc xuất nạp của Nội vụ phủ, cũng kiêm các việc chăm sóc điền trang, hộ khẩu lao dịch, cứ mỗi cuối năm hoạch định kiểm tra.
5. Doanh tạo ty (營造司): tương đương bộ Công. Ty này lãnh nhiệm vụ tu sửa và xây dựng trong cung đình, có các cơ quan trực thuộc gồm 7 kho và 3 tác. Trong đó Thất khố gồm Mộc khố (木库), Thiết khố (铁库); Phòng khố (房库); Khí khố (器库); Tân khố (薪库); Thán khố (炭库); Viên Minh viên Tân thán khố (圆明园薪炭库). Còn Tam tác gồm Thiết tác (铁作); Tất tác (漆作); Hoa pháo tác (花炮作).
6. Thận hình ty (慎刑司): tương đương bộ Hình. Ty này phụ trách hình luật, y theo luật mà định tội phi tần, cung nữ thái giám, nếu tội nặng cần đưa đến Tam pháp ty để cùng nghị quyết.
7. Khánh phong ty (慶豐司): ty này chưởng quản việc chăn nuôi dê, bò cho cung đình và các gia đình Thượng tam kỳ, chủ yếu dùng trong các nghi thức hiến tế.

Ngoài ra, Nội vụ phủ còn quản lý rất nhiều đặc khu, như Ung Hòa cung, Ngự trà thiện phòng, Viên Minh viên, Sướng Xuân viên, các Phường dệt (织造; Chức tạo) của Giang Ninh, Tô Châu, Hàng Châu hoặc các doanh quản lý của Nội tam kỳ Tham lĩnh cùng Nội tam kỳ Bao y, được gọi là Nội Tam kỳ Tham lĩnh xứ (内三旗参领处) và Nội Tam kỳ Bao y doanh (内三旗包衣营). Ngoài ra, còn có các cơ quan đặc biệt như cai quản nơi tiếp nhận cống phẩm như Đả sinh Ô Lạp xứ. Tổng cộng hơn 50 cơ quan lớn nhỏ, đều phụ thuộc Nội vụ phủ. Do đó, nhân lực của Nội vụ phủ triều Thanh, thời điểm cao nhất là hơn 3000 người, trở thành một cơ quan có nhân sự lớn nhất nhì triều Thanh. Cơ quan này dần không chỉ tập trung quản lý sự vụ trong Tử Cấm Thành, mà cũng trở thành cơ quan đầu não cao nhất của người Thượng tam kỳ Bao y, nên cũng được gọi là [Nội vụ phủ Tam kỳ].
Tổng quản lý Nội vụ phủ là chức Tổng quản Nội vụ phủ Đại thần (總管內務府大臣), hàm Chính nhị phẩm, có 6 người được bổ nhiệm từ Đại học sĩ, Thượng thư, Thị lang, ngoài ra còn thường xuyên có Thân vương kiêm nhiệm. Dưới nữa, trong mỗi cơ quan có các chức vụ điển hình, cơ bản có Lang trung làm chủ một ty, Phó là Chủ sự và soạn thảo văn bản là Bút thiếp thức; ngoài ra thì mỗi ty lại có một số chức khác đặc thù. Các phim truyện về đời Thanh thường xuyên nhầm lẫn cơ quan này đều do thái giám quản lý. Thực tế, thái giám triều Thanh đều có thân phận rất thấp hèn, đại đa số đều không phải là người Bát kỳ, nên không thể nào họ có thể làm được chức vụ trong các cơ quan lớn của Nội vụ phủ. Vị trí cao nhất mà họ có thể có được là thường làm "Tổng quản Thái giám" hoặc "Thủ lĩnh Thái giám" của một cung điện hoặc lâm viên nào đó, gọi là Cung điện giám (宮殿監), đều do Kính sự phòng của Chưởng nghi ty quản lý.
Phàm cung cấm sự vụ, Hoàng đế cùng gia đình ăn mặc ra sao và đi lại thế nào, Nội vụ phủ đều gánh vác, do đó họ cần một nguồn thu tài chính hoàn toàn biệt lập. Nguồn tài chính của Nội vụ phủ chủ yếu có từ điền trang hoàng gia, hiệu cầm đồ của triều đình cùng thuế mậu dịch ở các khu vực như Sùng Văn môn hoặc Kháp Khắc Đồ. Bên cạnh đó, Nội vụ phủ cũng là nơi tích trữ toàn bộ những vật quý hiếm mà hoàng thất Ái Tân Giác La được cống nạp từ các nơi, có thể xem là tài sản riêng của hoàng tộc, tách bạch với Quốc khố chuyên dùng vào việc công. Chính vì những lý do này, cơ quan Nội vụ phủ thâu tóm khá nhiều tiền tài hoàng gia, một trong những lý do khiến Hòa Thân giàu có vào cuối triều Càn Long.

### Nhà Nguyễn
Thời Nguyễn, triều đình Huế học theo nhà Thanh mà cũng thiết lập Nội vụ phủ. Tuy nhiên khác với cơ quan lớn Nội vụ phủ triều Thanh, thì Nội vụ phủ triều Nguyễn chỉ như một nhà kho lớn, là cơ quan coi giữ kho tàng, của công và các hạng vàng ngọc châu báu, tơ lụa trong cung, đồng thời lo việc thu phát cất trữ các vật cống tiến. Vì vậy, trong Nội vụ phủ có nhiều Ty và cục thợ thủ công. Ngoài ra, Nội vụ phủ còn giữ trách nhiệm quản lý và sản xuất các vật dụng cho Hoàng đế và nội cung dùng, còn việc phân phối đều là cơ cấu Nữ quan, gọi là Lục thượng.
Nguyên đời Gia Long, Nội vụ phủ là cơ quan tên Nội đồ gia (內塗家). Năm Minh Mạng nguyên niên (1820), vua Thánh Tổ đổi tên thành Nội vụ phủ như chúng ta biết. Nội vụ phủ thời Nguyễn bao gồm các thuộc viên và kho hàng như sau:
- Điều hành phủ là 1 Thị lang, 2 Lang trung với các lại viên Chủ sự, Tư vụ, Bát cửu phẩm Thư lại, và Vị nhập lưu thư lại
- Chuyên quản 2 kho vàng ngọc là 1 Viên ngoại lang:
  - Kho vàng bạc gồm 1 Chủ sự, 2 Bát cửu phẩm thư lại, 3 Vị nhập lưu thư lại
  - Kho châu ngọc gồm 1 Tư vụ, 1 Cửu phẩm thư lại, 3 Vị nhập lưu thư lại
- Chuyên quản 2 kho Cẩm ngoan (gấm vóc và đồ quý) là 1 Viên ngoại lang:
  - Kho gấm vóc (tức kho cẩm) gồm 1 Chủ sự, 2 Bát cửu phẩm thư lại, 5 Vị nhập lưu thư lại
  - Kho trân ngoan (tức kho đồ quý) gồm 1 Tư vụ, 2 Bát cửu phẩm thư lại, 3 Vị nhập lưu thư lại
- Chuyên quản 2 kho the lụa vật hạng là 1 Viên ngoại lang:
  - Kho the lụa gồm 1 Chủ sự, 2 Bát cửu phẩm thư lại, 3 Vị nhập lưu thư lại
  - Kho vật hạng gồm 1 Tư vụ, 2 Bát Cửu phẩm thư lại, 5 Vị nhập lưu thư lại
- Chuyên quản 2 kho văn nhạc là 1 Viên ngoại lang:
  - Kho vóc hoa (chiếu đệm mây hoa) gồm 1 Chủ sự, 2 Bát cửu phẩm thư lại, 6 Vị nhập lưu thư lại
  - Kho nhạc khí gồm 1 Tư vụ, 1 Cửu phẩm thư lại, 3 Vị nhập lưu thư lại
- Chuyên quản 2 kho tơ lụa là 1 Viên ngoại lang:
  - Kho hàng màu hoa gồm 1 Chủ sự, 2 Bát cửu phẩm thư lại, 5 Vị nhập lưu thư lại
  - Kho dược phẩm gồm 1 Tư vụ, 1 Bát phẩm thư lại, 4 Vị nhập lưu thư lại

Nội vụ phủ có Tiết thận ty quản lý các cục thợ như may, thêu, nhuộm, dệt, v.v.

## Lưu ý
- Thuộc viên lẫn các quan điều hành Nội vụ phủ triều Nguyễn không phải là các Thái giám. Cả ba nhóm nhân viên Nội vụ phủ, các Thái giám, và những cung nữ cộng lại để làm hoặc được chỉ định làm trong việc quản lý các việc tư gia, kho tàng, vật dụng cho vua và hoàng gia.
- Nội vụ phủ tại triều Thanh là một guồng máy lớn chuyên lo việc quản lý tài sản, kho tàng cho Hoàng đế và hoàng gia. Cơ quan này có tầm 50 cơ quan lớn nhỏ và khác với Việt Nam, nhiệm vụ của Nội vụ phủ triều Thanh là vận hành toàn bộ vấn đề sinh hoạt của nội đình. Quan viên vận hành Nội vụ phủ thông thường đều là xuất thân Thượng tam kỳ Bao y[3][4].